# Vörös kányafa
A Vörös kányafa (oroszul: Калина красная) Vaszilij Suksin 1974-ben készült filmje, amely a rendező azonos című kisregénye alapján készült; az évtized egyik legnagyobb hatású szovjet filmje volt. A főszerepet maga Suksin, a női főszerepet felesége, Ligyija Fedoszejeva játszotta.

## Tartalom
A börtönből szabaduló főhős, Jegor megkeresi egy faluban azt a nőt, aki ismeretlen levelezőpartnere volt azalatt, amíg büntetését töltötte. Az egyszerű falusi család ijedt tartózkodással fogadja, aztán szép lassan összemelegednek. Ljuba és Jegor között szerelmi érzelem, Ljuba bátyjával (Pjotr) pedig barátság bontakozik ki. Egy napon Jegor bűnözőtársai megjelennek, vissza akarják rántani régi életébe, de az erkölcsileg megtisztult Jegor elutasítja őket. A gengszterek megölik Jegort, Pjotr pedig megbosszulja a gyilkosságot.

## Érdekességek
- A film címe Suksinától származik, aki a Vörös kányafa című románcot énekelte, amikor Suksinnal megismerkedett.
- Fassbinder a filmet a tíz kedvence közé sorolta.
- A Goszkino filmelfogadó bizottsága tucatnyi változtatást követelt a kész filmen, ennek következményeként Suksin gyomorfekéllyel kórházba került. Bár a végrehajtott változtatások a bizottságot nem elégítették ki, a film a mozikba került, mert attól féltek, hogy a rendező belehalna a film betiltásába.